# یوانا یژفسکا
یوانا یژفسکا (لهستانی: Joanna Jeżewska؛ زادهٔ ۱۵ دسامبر ۱۹۶۵) بازیگر و صداپیشه اهل لهستان است.
از فیلم‌ها یا مجموعه‌های تلویزیونی که وی در آن‌ها نقش داشته‌است، می‌توان به گوش آقای رئیس، خودِ زندگی، خانواده جایگزین، در خوشی و سختی، ع چون عشق، پدر متیو، دوران افتخار، هتل ۵۲ و قانون حقیقی اشاره نمود.